# Хайнрих III фон Фризен
Хайнрих III фон Фризен (на немски: Heinrich III von Friesen; * 25 септември 1610, Рьота при Лайпциг, Саксония; † 14 май 1680, Шьонфелд в Дрезден) е фрайхер от саксонския род Фризен, дипломат и директор на тайния съвет в Курфюрство Саксония.

## Произход и управление
Той е големият син на фрайхер Хайнрих II фон Фризен (1578 – 1659), таен съветник, канцлер, президент на Апелационния съд, и съпругата му Катарина фон Айнзидел (1585 – 1668), дъщеря на Хилдебранд фон Айнзидел-Швайнсбург (1554 – 1602) и Катарина фон Шонберг-Щолберг (1556 – 1634). Брат е на фрайхер Карл фон Фризен (1619 – 1686), таен съветник в Курфюрство Саксония, съдия, дипломат, наследник на Рьота, Кота, Рюбен и Гешвиц.
Хайнрих фон Фризен следва в университетите в Лайден и Витенберг и през 1631/32 г. пътува до Париж и Брюксел. През 1637 г. се мести с родителите му в Дрезден. Той знае няколко езика и му се дават дипломатически мисии. През 1650 г. той става таен съветник. На 15 август заедно с баща му и брат му е издигнат на имперски фрайхер.
Хайнрих фон Фризен има голямо влияние във външната и вътрешната политика в Курфюрство Саксония. След Тридесетгодишната война заедно с баща му и брат му Карл са едни от най-влиятелмите личности на саксонските благородници.
Чрез херцог Вилхелм IV фон Саксония-Ваймар той е приет на 18 август 1658 г. в литературното „Плодоносно общество“ общество/„Fruchtbringende Gesellschaft“.
Хайнрих III фон Фризен умира през 1680 г. и е погребан в построената от него през 1676 г. фамилна гробница под олтара на църквата в Шьонфелд в Дрезден.

## Фамилия
Първи брак: през 1641 г. с Урсула фон Лос († 1644). Те имат два сина.
Втори брак: на 5 ноември 1647 г. в Хагенау с Мария Маргарета фон Лютцелбург (* 28 май 1632, Имлинген, Лотарингия; † 28 септември 1689, Дрезден), дъщеря на Йохан Вайганд фон Лютцелбург († 1652), господар на Имлинген, и Анна Маргарта Щрайф фон Лауенщайн († 1668). Те имат 15 деца:
- син († 1648)
- Сибила Катарина (* 23 май 1651; † 23 април 1652)
- Мария София (* 23 юли 1652; † 13 юни 1718), омъжена 1666 г. за фрайхер Кристоф Хайнрих фон Райхенбах-Зибенайхен
- син (1653 – 1653)
- Катарина София (* 19 март 1654; † 9 март 1677), омъжена 1672 г. за фрайхер Ханс Хайнрих фон Малтцан, Вартенберг (1640 – 1706)
- Йохана Маргарета (* 29 март 1655; † 10 април 1728), омъжена 1668 г. за барон Максимилиан фон Шелендорф (1645 – 1703), тя е 1703 – 1726 господарка на дворец и град Кьонигсбрюк.

- Юлиус Хайнрих фон Фризен (* 17 юни 1657, Дрезден; † 28 август 1706, Ращат), от 1702 имперски граф фон Фризен, генерал, женен на 5 май 1680 г. в Епейсолес за Амалия Катарина фон Дона (* 12 ноември 1658; † 18 септември 1707), дъщеря на генерал Фридрих фон Дона[4]
- Урсула Регина Мария (* 27 август 1658; † 29 октомври 1714), „учената жена“, омъжена на 30 декември 1673 г. в Дрезден за граф Курт Райнике фон Каленберг (* 22 октомври 1651, дворец Мускау; † 20/21 април 1709, Дрезден)
- Кристина Елеонора фон Фризен (* 7 септември 1659, Дрезден; † 20 септември 1696, Кьонигсбрюк, Дрезден), омъжена на 1 декември 1674 г. в Дрезден за граф Фридрих Вилхелм фон Щолберг (* 7 февруари 1639; † 23 август 1684)
- Йохан Георге (1661 – 1661)
- Мария Маргарета (* 20 февруари 1663)
- Луиза Олегард (* 31 май 1664), умира рано
- Карл Вайганд (* 9 юли 1666)
- Хенриета Амалия фон Фризен (* 19 май 1668, Дрезден; † 2 август 1732, Бергайшюбел), омъжена на 3 май 1691 г. в Лайпциг за граф Хайнрих VI Роус-Оберграйц (* 7 август 1649; † 11 октомври 1697), граф и господар на Плауен, господар на Оберграйц (1681 – 97), саксонски фелдмаршал, син на граф Хайнрих I Роус-Оберграйц (1627 – 1681) и бургграфиня Сибила Магдалена фон Кирхберг (1624 – 1667), и внук на Хайнрих IV Роус-Оберграйц (1597 – 1629)[5]
- Йохана фон Фризен (* 17 юли 1671; † 6 октомври 1694, Зоневалде), омъжена на 13 декември 1691 г. за Хайнрих Вилхелм II фон Золмс-Зоненвалде (* 28 април 1668; † 10 септември 1718)